# Euspilotus pusio
Euspilotus pusio är en skalbaggsart som först beskrevs av Hinton 1935.  Euspilotus pusio ingår i släktet Euspilotus och familjen stumpbaggar. Inga underarter finns listade i Catalogue of Life.